# Melchor Cano
Pour les articles homonymes, voir Cano.

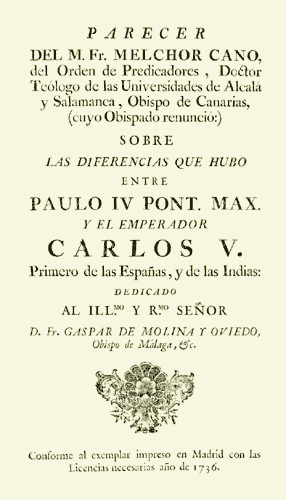
Parecer del M. fr. Melchor Cano dado al Señor Emperador Carlos V (1555).

Melchor Cano ou Melchior Cano (né le 1er janvier 1509 à Tarancón, province de Cuenca - mort le 30 septembre 1560 à Madridejos, province de Tolède) était un religieux dominicain, théologien, philosophe et évêque espagnol du XVIe siècle, qui se rattache au courant de pensée de l'École de Salamanque.
Il ne faut pas confondre Melchior Cano avec son neveu Melchior de Prego Cano (né en 1541, à Illana, province de Guadalajara), également religieux, qui était le fils de sa sœur Ana Cano Cordido et de Mateo de Prego.

## Biographie
Son père, Fernando Cano, juriste, l'envoya étudier à l’Université de Salamanque, où il entra chez les dominicains et fut l'élève de Francisco de Vitoria. À partir de 1524, Melchior Cano enseigna au Couvent San Esteban.
En 1531, il fut ordonné prêtre et envoyé au Collège san Gregorio de Valladolid, afin d'y poursuivre sa formation avec Bartolomé de Carranza et Louis de Grenade. En 1536 il obtint la chaire de théologie de san Gregorio et à la mort de Francisco de Vitoria, celle de Salamanque en 1546.
Melchior Cano participa à la première phase de la controverse de Valladolid (1550), qui tenta de résoudre la Polémique des naturels ou des Justes titres entre Juan Ginés de Sepúlveda et Bartolomé de las Casas au sujet de la question indigène. Charles Ier l'envoya au concile de Trente en 1551, avec Domingo de Soto, et l'année suivante, il fut promu par le roi évêque des îles Canaries, ce qui était une sorte d'exil, qu'il devait peut-être à ses prises de position marquées contre les jésuites.
Il dut se démettre assez vite (1553) de son poste d'évêque, et revint à Valladolid pour devenir recteur de san Gregorio.
En 1556 il écrit sa fameuse Consultatio theologica, où il invite le roi (Charles Quint) à résister aux prétentions abusives de la papauté, et en tant que monarque absolu, à maintenir ses droits sur les revenus ecclésiastiques, ce qui lui aurait valu le surnom de fils de perdition de la part du pape Paul IV.
Son influence personnelle sur le roi Philippe II d'Espagne lui valut un retour en grâce.
En 1557, il fut nommé provincial de l'Ordre dominicain en Castille. Son élection fut contestée, entre autres par son adversaire dans les querelles universitaires qui était Bartolomeo de Carranza, un autre dominicain, qui deviendrait ensuite archevêque de Tolède, mais qui n'échappa pas à une condamnation pour hérésie. Cano dut se rendre à Rome, où Pie IV, plus favorable que son prédécesseur, lui confirme son titre. Il meurt cependant dès son retour en Espagne, en 1560.

## La théologie positive

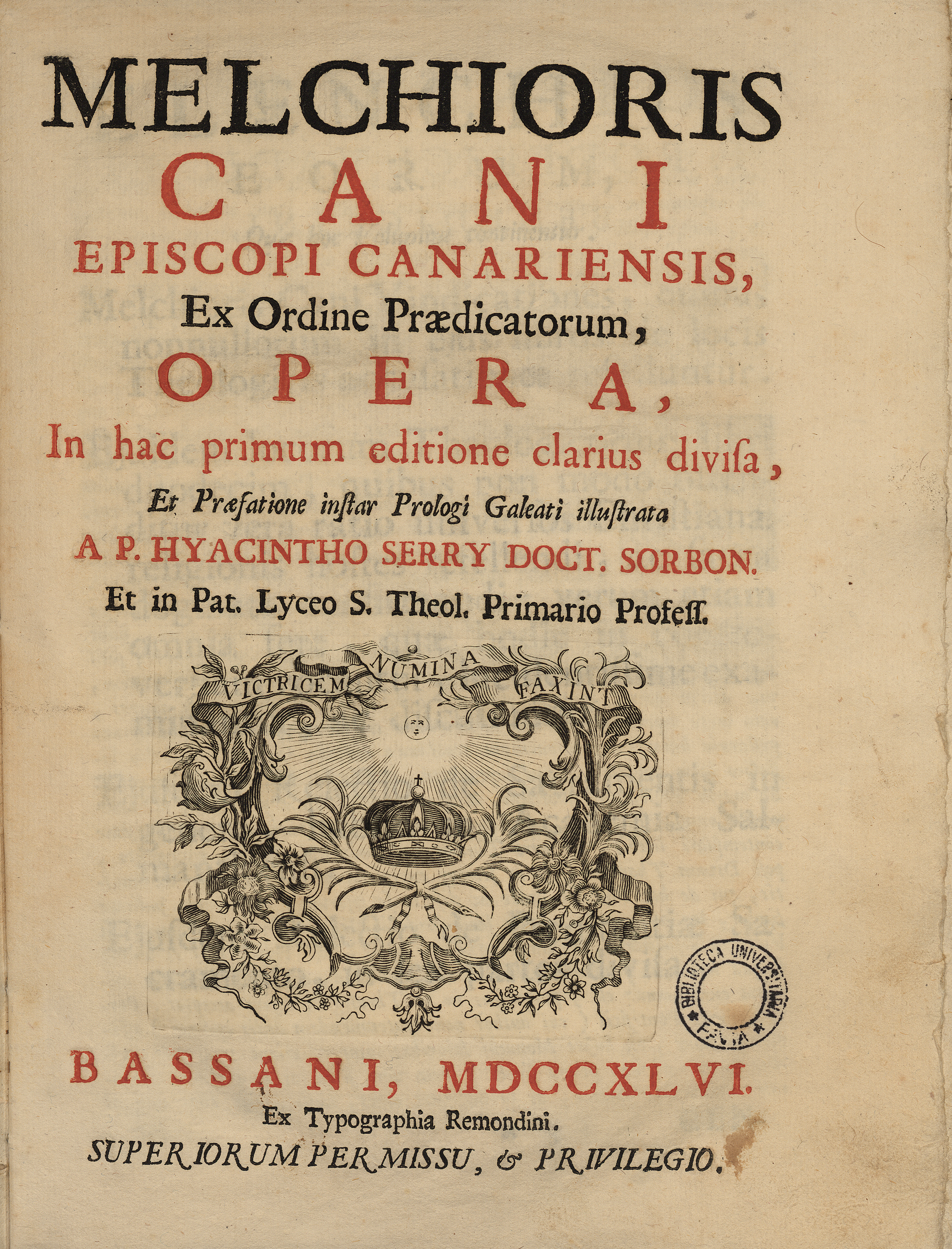
Opera, 1746

Cano renouvela de manière décisive la manière de concevoir la théologie à son époque en l’orientant vers une étude plus précise de ses bases révélées : la différence entre patristique et scolastique est atténuée, en même temps que l'argument d'autorité est rejeté dans l'interprétation de l'Écriture.
Son œuvre la plus importante, « De Locis Theologicis », publiée à Salamanque en 1563, est un traité sur la méthode théologique. Les « lieux théologiques » étaient pour lui  « les domiciles de tous les arguments de la théologie », c’est-à-dire tout simplement les sources de la théologie. Il en distinguait dix pour la démonstration théologique : l'Écriture sainte, la tradition apostolique, l'autorité de l'Église catholique, l'autorité des conciles œcuméniques, l'autorité du Souverain pontife, la doctrine des Pères de l'Église, la doctrine des théologiens et des canonistes, la vérité rationnelle humaine, la doctrine des philosophes et l'histoire.